# Leandro dos Santos
Leandro Nascimento dos Santos, noto anche con lo pseudonimo di Aracaju (Aracaju, 13 gennaio 1993), è un pallavolista brasiliano, centrale del Tours.

## Palmarès

### Club
- Campionato Carioca: 1

2018

### Nazionale (competizioni minori)
- Coppa panamericana under 19 2011
- Campionato sudamericano under 21 2012
- Coppa panamericana under 23 2012
- Campionato mondiale under 21 2013
- Campionato mondiale under 23 2013
- Campionato sudamericano under 23 2014
- Coppa panamericana 2015
- Coppa panamericana 2018

### Premi individuali
- 2012 - Campionato sudamericano under 21: Miglior centrale